# Clea broti
Clea broti е вид коремоного от семейство Buccinidae.

## Разпространение
Видът е разпространен в Камбоджа и Лаос.